# Phyllopodopsyllus chavei
Phyllopodopsyllus chavei is een eenoogkreeftjessoort uit de familie van de Tetragonicepsidae. De wetenschappelijke naam van de soort is voor het eerst geldig gepubliceerd in 1970 door Coull.